# التینتاش، کالسیک
التینتاش، کالسیک (به لاتین: Altıntaş, Kalecik) یک منطقهٔ مسکونی در ترکیه است که در استان آنکارا واقع شده‌است.